# Baie de Chedabouctou

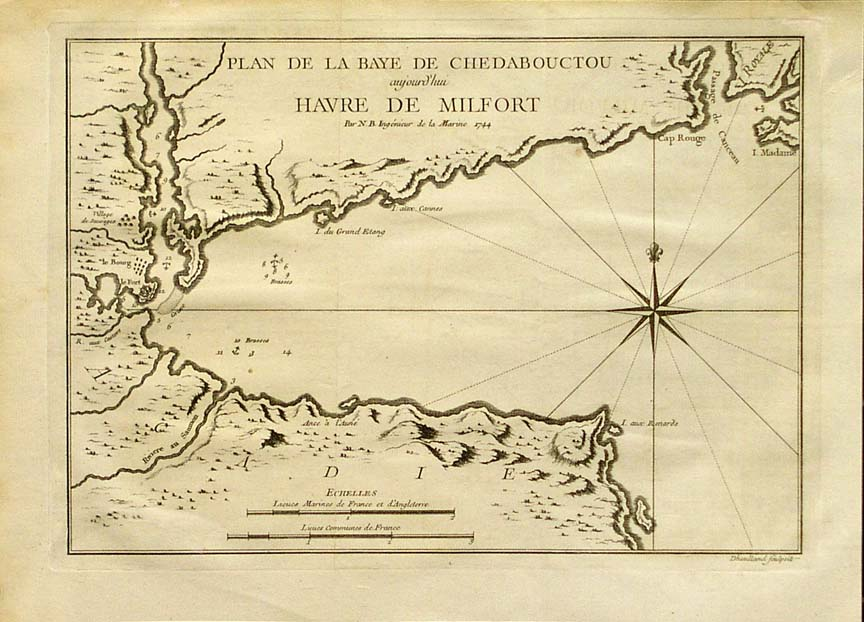
Carte de la baie de Chedabouctou en 1744.

La baie de Chedabouctou est une baie située au sud-est de la province maritime de la Nouvelle-Écosse.
La baie s'ouvre sur l'océan Atlantique le long de la pointe de Canceau. La baie fait face à l'Ile du Cap-Breton.
À l'époque de la Nouvelle-France, la baie de Chedabouctou fut repérée par les navigateurs et marins français comme un havre protégé pouvant accueillir plus d'une dizaine de bateaux de 100 tonneaux chacun et demeurer constamment à flot malgré les marées.
Les colons acadiens s'établirent au fond de cette baie et fondèrent un poste de traite et de pêcherie fortifié qui prit le nom de Fort de Chedabouctou avec l'installation d'un port pouvant accueillir les navires français.
En 1713, après le traité d'Utrecht, la France perdit une partie de l'Acadie, dont la baie de Chedabouctou. La France conserva néanmoins l'Île du Cap-Breton et entreprit alors la construction d'un nouveau fort, celui de Louisbourg.